# David Navara
David Navara (Praga, 27 marzo 1985) è uno scacchista ceco, Grande Maestro Internazionale.
Ottenne il titolo di grande maestro nel 2002, all'età di 17 anni. Ha studiato all'Università Carolina di Praga, dove ha ottenuto la laurea in Logica.
Ha vinto 12 volte il Campionato della Repubblica Ceca (2004, 2005, 2006, 2010, 2012, 2013, 2014, 2015, 2017, 2019, 2020 e 2022).
Ha partecipato con la Repubblica Ceca a nove olimpiadi degli scacchi dal 2002 al 2018 (in 1ª scacchiera nel 2004, 2006, 2008, 2010, 2014, 2016, 2018 e 2022) ottenendo una medaglia d'oro individuale alle olimpiadi di Istanbul 2012; ha vinto 53 partite, pareggiate 38 e perse 17.
Ha raggiunto il massimo rating FIDE nel maggio 2015, con 2751 punti Elo (14º al mondo e 1º tra i giocatori Cechi).

## Principali risultati

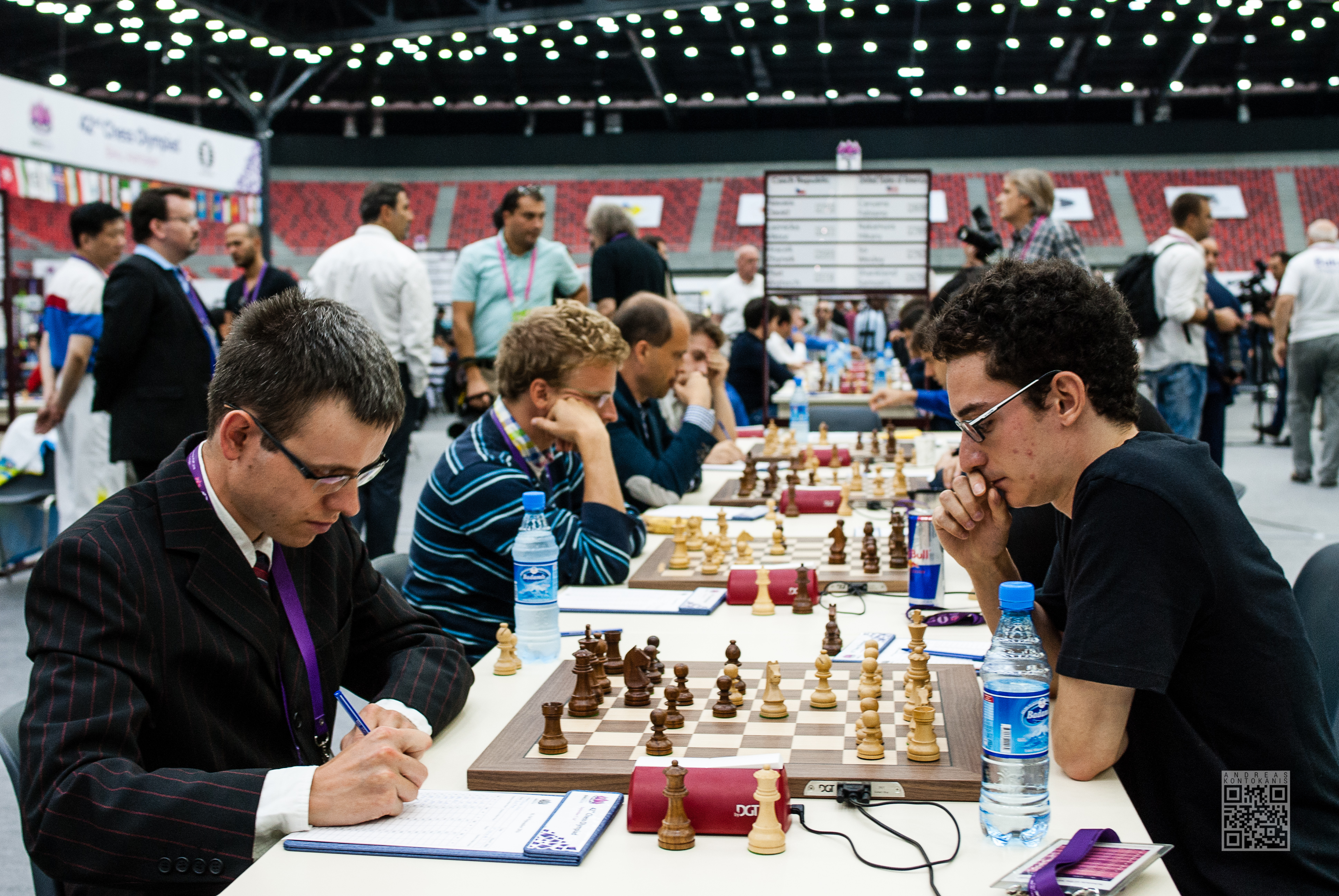
Contro Fabiano Caruana durante le Olimpiadi del 2016

Nell'agosto 2007 ha vinto a Magonza il torneo Rapid Ordix Open.
Nel dicembre 2014 vince a Breslavia il Campionato europeo blitz con 19 punti su 22
Nel giugno 2016 ha vinto a Lublino l'8º European Chess Festival.
Nell'agosto 2021 vince a Polanica-Zdrój con 6 punti su 9 a parimerito con Kirill Ševčenko il torneo Rubinstein Memorial.
Nel dicembre 2022 vince a Katowice il Campionato europeo blitz con 17,5 punti su 19, ha superato per spareggio tecnico il polacco Maciej Klekowski e l'armeno Shant Sargsyan .
Nel dicembre 2023 vince a Zagabria il Campionato europeo blitz con 11,5 punti su 13, superando per mezzo punto Vasyl' Mychajlovyč Ivančuk .
Nell'aprile 2024 vince ad Ostrava il torneo Mistrovství ČR mužů con 7,5 punti su 9 .
Nell'ottobre 2022 e 2024 a Mayrhofen e Vrnjačka Banja vince con la squadra ceca del Nový Bor Chess club, la Coppa europea per club .

### ČEZ Chess Trophy
Dal 2003 Navara gioca a Praga delle sfide contro Grandi Maestri nel ČEZ Chess Trophy Festival.
| Anno | Avversario          | Vincitore   | Risultato | Note | Riferimento |
| ---- | ------------------- | ----------- | --------- | --- | ----------- |
| 2003 | Viktor Korčnoj      | Navara      | 1½–½      | |             |
| 2004 | Aleksej Širov       | Širov       | ½–1½      | |             |
| 2005 | Anatolij Karpov     |             | 1–1       | |             |
| 2006 | Boris Gelfand       |             | 2–2       | | [ 15 ]      |
| 2007 | Nigel Short         | Navara      | 7–3       | Dieci partite Rapid di cui quattro Chess960.                                                                                                 | [ 16 ]      |
| 2008 | Vladimir Kramnik    | Kramnik     | 2½–5½     | Rapid | [ 17 ]      |
| 2009 | Vasyl' Ivančuk      | Ivančuk     | 2½–5½     | Rapid | [ 18 ]      |
| 2010 | Judit Polgár        | Polgar      | 2–6       | Rapid | [ 19 ]      |
| 2011 | Sergey Movsesyan    | Navara      | 3½–2½     | Rapid | [ 20 ]      |
| 2012 | Pëtr Svidler        | Svidler     | 1–3       | | [ 21 ]      |
| 2013 | Hou Yifan           | Hou         | 2–2       | Dopo il pareggio nelle partite classiche Hou Yifan vince nel tiebreak armageddon.                                                            | [ 22 ]      |
| 2014 | Hikaru Nakamura     | Nakamura    | ½–3½      | | [ 23 ]      |
| 2015 | Wesley So           | So          | 1–3       | | [ 24 ]      |
| 2016 | Richárd Rapport     | Rapport     | 1½–2½     | | [ 25 ]      |
| 2017 | Vasyl' Ivančuk      | Ivančuk     | 4½–7½     | Rapid | [ 26 ]      |
| 2018 | Pentala Harikrishna | Harikrishna | 5-7       | Rapid. Il match doveva essere giocato inizialmente con Ding Liren che è rimasto infortunato al bacino in Norvegia nel corso del Norway Chess | [ 27 ]      |
| 2019 | Ding Liren          | Ding        | 3-7       | Rapid | [ 28 ]      |
| 2022 | S. L. Narayanan     | Navara      | 5-5 / 2-1 | 10 partite Rapid concluse 5-5 e poi 3 partite Blitz di spareggio con vittoria 2-1 per Navara                                                 | [ 29 ]      |